# Hiyokoi
Hiyokoi (ひよ恋?) es una serie de manga shōjo escrita e ilustrada por Moe Yukimaru. Fue serializada en la revista shoujo  Ribon perteneciente a Shueisha de manera mensual y publicado en 14 volúmenes tankōbon. El nombre del manga es una combinación entre “Hiyoko” (ひよこcuyo significado es pollito) y “Koi” (恋, cuyo significado es amor). 
Una película en formato OVA de 22 minutos de duración basada en el manga y producida por Production I.G. fue lanzada en el Festival de verano de la revista Ribon el 30 de julio de 2010. La película más tarde fue lanzada en un DVD junto con el OVA de Yumeiro Patissiere.

## Argumento
Hiyori Nishiyama es una chica de 15 años, quien es extremadamente delgada y pequeña. Después de haber estado hospítalizada cerca de un año debido a un accidente de tránsito, ella comienza la escuela con su mejor amiga Ritsuka. En su clase hay un muchacho muy alto que tiene muchos amigos. Su nombre es Yuushin Hirose, que llegara ser el amigo de Hiyori (sin considerar que a Hiyori, en un comienzo, no se encontraba muy contenta con los hábitos de este). Después de un accidente en donde deja ver su ropa interior a la clase, ella comienza a hacer amigos y se va enamorando de Yuushin, pero debido a su baja estatura, no sabe como confesarle su amor.

## Personajes
Hiyori Nishiyama  (西山 ひより Nishiyama Hiyori?)
 Seiyū: Ayana Taketatsu
Es una chica de 15 años que se encuentra en primero de preparatoria. Ella mide 140 centímetros y es muy delgada, por lo que no quiere que la gente se involucre con ella. Ella es considerada como una belleza por sus compañeros, especialmente por Natsuki y Yuushin. Su mejor amiga es Ritsuka, quien ha conocido desde primaria. Sus apodos son Hiyo (usado por Ritsuka) y Hiyorin (usado por Yuushin y otros compañeros). Hiyori admira a Yuushin porque él puede hacer amigos muy fácilmente, mientras ella no. Más tarde, ella se enamora de él. Hiyori también tiene un gato llamado Puipui, quien fue encontrado por Yuushin en los jardines del colegio. Ella comienza a ser más cercana a Yuushin y finalmente confiesa sus sentimientos en el festival de fuegos artificiales.
Yuushin Hirose  (広瀬 結心 Hirose Yūshin?)
 Seiyū: Kenichi Suzumura
Es un chico de 16 años que va a primero de preparatoria en la misma clase de Hiyori. El mide 190 centímetros, por lo que su relación con Hiyori es catalogada como “Lovely Complex invertido”. Él es muy popular y tiene muchos amigos y siempre se le ve sonriendo. A pesar de ser muy popular, Yuushin no tiene novia. El no ha aceptado ningún chocolate de San Valentín y ha rechazado confesiones tan cortésmente como le es posible. Yuushin pasa la mayoría de las clases durmiendo o comiendo, lo cual molesta a Hiyori. El parece tener sentimientos por Hiyori. Cuando Hiyori se confiesa y él está a punto de responder, es interrumpido por uno de sus amigos. Ellos no hablan durante varios días, hasta la llegada de las vacaciones de verano, cuando él se confiesa y le pide que vaya a una cita con él.
Ritsuka Nakano (中野 律花 Nakano Ritsuka?)
 Seiyū: Saki Fujita
Una chica de 15 años y mejor amiga de Hiyori. Ella es la persona que motiva a Hiyori a ser más sociable y a comenzar la escuela otra vez. Hiyori la llama Ri-chan. Su más notable característica son sus trenzas rojas. Ella es parte del Club de Arco y prefiere a un chico que ”no muera si una flecha atraviesa su corazón”. Un lado extra de la historia revela que Ritsuka fue muy popular entre los muchachos en la secundaria y se ha cuestionado si estaría bien amar a alguien y tener un novio. Un chico se le confiesa y ella va con el al festival de fuegos artificiales. Sin embargo él dice algo acerca de que Hiyori encontró a Ritsuka desnuda, y ella lo golpea en la cara con su bolso. Ella corre a la casa de Hiyori y le dice que ella es la única a quien ama. Es revelado, más tarde en el manga que tiene sentimientos por Kou.
Natsuki Aizawa (相沢 夏輝 Aizawa Natsuki?)
 Seiyū: Yūko Sanpei
Natsuki es una chica de 15 años quien es compañera de Hiyori y Yuushin. Le gustan las cosas lindas y es una de las personas que piensan que Hiyori es linda. Ha sido compañera de Yuushin desde la secundaria. Es revelado que tuvo un quiebre emocional, cuando supo que su profesor había contraído matrimonio, con lo cual tomó la decisión de cortarse el pelo. Natsuki decidió solamente dejarse crecer el cabello cuando ella encuentre a quien ame. Su cumpleaños es el 18 de julio. Comienza a llorar cuando Hiyori se va con Yuushin y se le ve diciendo: “Hiyori, te deseo lo mejor”, y sus compañeros comentan entre sí que se ve como una chica a la que le rompieron el corazón. En el primer y segundo año Natsuki esta con Hiyori en el mismo salón de clases y es una amiga cercana de Hiyori.
Kisaki Tominaga (富永 きさき Tominaga Kisaki?)
Kisaki fue una compañera de Yuushin. Ella se confesó con el cuando eran jóvenes pero el no sabía que decirle. Le pregunta a Hiyori que chocolate le debería llevar a Yuushin para San Valentín, pero Hiyori se descompone con esta situación y no puede hacerlo. Kisaki asiste a una prestigiosa escuela. Ella es muy bonita y tiene un complejo con las personas pequeñas (siente envidia por la gente pequeña como Hiyori). Más tarde Kisaki se va a Inglaterra debido al trabajo de su padre, por lo que se transfiere de escuela. Ella no le cuenta a Yuushin cuando es su vuelo, pero Hiyori junto con Yuushin, la encuentran para darle la despedida. Más tarde envía una postal a Yuushi y a Hiyori, diciéndole a Hiyori que sea más cecana a Yuushin, ya que otra persona lo puede tener si ella no lo hace, revelando con estas palabras, que Kisaki ha olvidado el quiebre y desea que Hiyori tenga una relación con Yuushin.
Kou Nitobe (新渡戸 コウ Nitobe Kou?)
Kou es uno de los compañeros de Hiyori en el segundo año y se sienta al lado de ella. Tiene una personalidad y altura similar a la de Hiyori causándole que constantemente sea molestado por ser perfecto para Hiyori, durante todo el primer año. Cuando se conocieron por primera vez, a Kou le desagrado porque pensaba que Hiyori era una persona con una personalidad calculadora y que buscaba llamar la atención. Eventualmente Kou llegó a ser uno de los mejores amigos de Hiyori. El no disfruta los viajes escolares. Conoce a Ri-chan cuando la encuentra enferma, diciéndole ella que se debe a que ha comido demasiado. Hiyori cree que Kou y Ri-chan lucen muy bien juntos. Ceca del final del capítulo 24, se le ve desarrollando sentimientos hacia Hiyori, y se le ve pensando en la relación de ella con Yuushin. En el capítulo 37 se le confiesa a Hiyori.
Reina Matsushima (松島 れいな Matsushima Reina?)
Reina es una compañera de segundo año de Hiyori, pero es un poco mayor porque es una estudiante transferida de Estados Unidos. Ella es una chica-feliz-con-suerte y no tiene miedo de decir lo que piensa. Se sienta al lado de Yuushin en clases ya que está enamorada de él, aun cuando toda la clase (incluyendo Yuushin) están conscientes de ello. Considera a Hiyori como su rival y compañera, porque ambas han sido “rechazadas” por Yuushin, a pesar de que Hiyori nunca se ha confesado directamente a Yuushin. le comenta a Yuushin que Hiyori y Kou se ven bien juntos. Es revelado que ella no siempre fue tan directa y que en su primer año de preparatoria era muy tímida, por lo que ve a Hiyori como su “antiguo yo”. Ella ayuda a Hiyori con el vestido para el festival de fuegos artificiales y se alegra de que Yuushin y Hiyori vayan juntos. Tiene un novio en América, que sabe que a ella le gusta Yuushin. Reina le comenta a Yuushin que ama a su novio en América y también a él por igual.
Miyoko Mitani (三谷 美代子 Mitani Miyoko?)
Es la profesora de Yuushin y Hiyori en primer y segundo año. Cuando el manga comienza tiene 28 años y pasa la mayor parte de su tiempo buscando un novio por lo que frecuentemente va a “Kouko’s”. Ella es afectuosamente llamada Mi-tan. Tiene 3 gatos, los cuales todos han sidos salvados y regalados a ella por Yuushin. Al final de algunos capítulos, lleva un diario escolar en el cual cuenta sobre sus alumnos y sus relaciones en el pasado. En uno de estos capítulos comenta que se confesó a un muchacho y que comenzaron a salir. Cuando el le preguntaba que cosas le gustaban de él, ella contestaba con respuestas extrañas como “la forma en que tu revisas tu comida 20 veces antes de comer” implicando con esto que lo observaba e incluso que lo acechaba. El por supuesto quedó descolocado y nunca más volvió a hablar con ella. Otro capítulo la muestra a ella discutiendo en la sala de clases con Yuushin acerca de sus problemas personales y muestran una entrevista con un hombre que dice que ella es realmente hermosa pero cuando bebe se convierte en una “persona fastidiosa”. Mi-tan dice que solamente bebiendo puede entablar una conversación. La reunión acaba con Yuushin concluyendo que todos los problemas de Mi-tan con sus relaciones son culpa de ella.

## Contenido de la obra

### Anime
Una adaptación al anime del manga fue anunciada el 23 de abril de 2010. Esta adaptación salió en tres eventos de la revista Ribon: uno en Tokio (30 de julio de 2010), otro en Osaka (6 de agosto de 2010) y el último en Nagoya (19 de agosto de 2010). El 2 de octubre de 2010 salió un DVD conteniendo el OVA de Hiyokoi junto con el especial de Yumeiro Pattissiere en el número de noviembre de Ribon. El anime fue dirigido por Naganuma Norihiko, usando diseños de personajes de Shibata Yuka y producido por Production I.G. El OVA adaptó los dos primeros capítulos del manga.